# Symphony (Clean Bandit)
Symphony is een nummer van de Britse electro-groep Clean Bandit uit 2017, ingezongen door de Zweedse zangeres Zara Larsson. Het nummer staat ook als bonustrack op Larsons album So Good.
Het nummer werd een wereldhit. In zowel Clean Bandits thuisland het Verenigd Koninkrijk als Larssons thuisland Zweden haalde het nummer de eerste positie. In de Nederlandse Top 40 haalde het de 3e positie, en in de Vlaamse Ultratop 50 de 4e.